# HTC Evo 3D
HTC Evo 3D (inne nazwy: HTC X515M, HTC Shooter) – telefon komórkowy firmy HTC, zaprezentowany w sierpniu 2011 roku.

## Opis
Evo 3D jest sztandarowym modelem firmy HTC, konkurującym m.in. z Samsungiem i9100 Galaxy S II.

### Wyświetlacz
Evo 3D wyposażony został w 4,3" ekran Super LCD o rozdzielczości 540 × 960 pikseli z technologią 3D. Rozdzielczość qHD na takiej powierzchni zapewnia gęstość 256 ppi.

### Procesor i karta graficzna
Telefon posiada dwurdzeniowy procesor Qualcomm Snapdragon serii S3 – model MSM8260 o taktowaniu 1,2 GHz, wykonany w technologii 45 nm i oparty na rdzeniach Cortex-A9 zbudowanych na architekturze ARM.
Razem z procesorem MSM8260 zawarto zintegrowaną kartę graficzną Adreno 220.

### Pamięć
X515M wyposażono w 1024 MB pamięci RAM typu LP-DDR2 oraz 1 GB przestrzeni dyskowej.

### Aparat
Evo 3D posiada trzy aparaty – przedni do rozmów wideo o rozdzielczości 1,3 MPx oraz dwa z tyłu telefonu. Robi on zdjęcia w 3D w rozdzielczości 2 Mpx, 2D w rozdzielczości 5 Mpx i nagrywa filmy w jakości 720p (zarówno w trybie 2D jak i w 3D).

### Komunikacja i system
Telefon wyposażony jest w port USB 2.0 (microUSB) i złącze słuchawkowe 3.5 mm. Po zastosowaniu przejściówki w standardzie MHL możliwe jest wyświetlanie obrazu na telewizorze wyposażonym w złącze HDMI. Evo 3D komunikuje się za pomocą WiFi (IEEE 802.11 b/g/n) oraz Bluetooth 3.0. Posiada GPS i radio FM.
System operacyjny to Google Android 2.3 Gingerbread z interfejsem HTC Sense 3.0. Producent udostępnia możliwość aktualizacji do Androida 4.0 z interfejsem Sense 3.6

## Podobne modele
HTC oferuje inne modele z serii EVO, a ich system to Google Android 2.3.

### HTC Evo Shift 4G
Model ten oferuje ekran 3,6" LCD TFT o rozdzielczości 480 × 800 pikseli, procesor Snapdragon MSM7630 o taktowaniu 800 MHz (karta graficzna Adreno 205), a także 512 MB pamięci RAM. Telefon posiada także 2 GB pamięci wbudowanej oraz baterię 1500 mAh. Obsługuje standard 4G.

### HTC Evo 4G
Evo 4G obsługuje technologię 4G. Posiada ekran 4,3" LCD TFT, o rozdzielczości 480 × 800 pikseli. Procesor tego modelu to Snapdragon QSD8650 o taktowaniu 1 GHz z kartą graficzną Adreno 200. Telefon posiada 512 MB pamięci RAM, 1GB pamięci wbudowanej. Aparat w Evo 4G ma rozdzielczość 8 megapikseli.

### HTC Evo Design 4G
Telefon posiada ekran 4" Super LCD o rozdzielczości 540x × 960 pikseli. Procesor to Qualcomm Snapdragon MSM8655 o taktowaniu 1,2 GHz z kartą graficzną Adreno 205. Evo Design 4G wyposażono w 768 MB pamięci RAM, a także baterię 1520 mAh i aparat 5 megapikseli.